# Campeonato de España de Ciclismo en Ruta 1975
El LXXIV Campeonato de España de Ciclismo en Ruta se disputó en Torrejón de Ardoz el 22 de junio de 1975 sobre 252 kilómetros de recorrido. 
El ganador Domingo Perurena se impuso al sprint, consiguiendo el segundo título personal en esta competición. El vasco Francisco Javier Elorriaga y el manchego Jaime Huélamo completaron el podio. La carrera fue muy insípida y con poco movimiento en el pelotón. La triunfo se disputó en el sprint no sin polémica ya que diferentes corredores se quejaron al jurado por la obnstrucción de los ciclistas del equipo Kas, que ocuparon los siete primeros puestos del sprint. 

## Clasificación final
| Pos. | Ciclista                      | Equipo    | Tiempo    |
| ---- | ----------------------------- | --------- | --------- |
| 1.   | Domingo Perurena              | Kas       | 6h 49'50" |
| 2.   | Francisco Javier Elorriaga    | Kas       | m.t.      |
| 3.   | Jaime Huélamo                 | Kas       | m.t.      |
| 4.   | Vicente López Carril          | Kas       | m.t.      |
| 5.   | Gonzalo Aja                   | Kas       | m.t.      |
| 6.   | José Antonio González Linares | Kas       | m.t.      |
| 7.   | Francisco Galdós              | Kas       | m.t.      |
| 8.   | Luis Ocaña                    | Super Ser | m.t.      |
| 9.   | Luis Balagué                  | Super Ser | m.t.      |
| 10.  | José Luis Uribezubia          | Kas       | m.t.      |